# Митрополія Клермон
Митрополія Клермон (Metropolia Clermont) — митрополія римо-католицької церкви у Франції. Утворена 2002 року в часі територіальної реформи католицької церкви. Включає архідієцезію та 3 дієцезії. Головною святинею є Собор Успіння Богородиці в Клермоні (Cathédrale Notre-Dame-de-l'Assomption de Clermont-Ferrand).